# Quezon
Quezon uo Queção é um província de  primeira classe de renda da província (d) na região Calabarzon (Região IV-A), nas Filipinas. De acordo com o censo de 1 de maio  de  2020 possui uma população de 1 950 459 pessoas e 483 703 domicílios.
A sua capital é Lucena.

## Subdivisões
Municípios
- Agdangan
- Alabat
- Atimonan
- Buenavista
- Burdeos
- Calauag
- Candelaria
- Catanauan
- Dolores
- General Luna
- General Nakar
- Guinayangan
- Gumaca
- Infanta
- Jomalig
- Lopez
- Lucban
- Macalelon
- Mauban
- Mulanay
- Padre Burgos
- Pagbilao
- Panukulan
- Patnanungan
- Perez
- Pitogo
- Plaridel
- Polillo
- Quezon
- Real
- Sampaloc
- San Andres
- San Antonio
- San Francisco
- San Narciso
- Sariaya
- Tagkawayan
- Tiaong
- Unisan

Cidades
- Tayabas
- Lucena  (Independente administrativamente da província mas agrupada sob Quezon pela Autoridade Filipina de Estatísticas. No entanto, eleitores qualificados desta cidade ainda estão autorizados a participar na eleição de funcionários provinciais como parte do 2º Distrito de Sangguniang Panlalawigan de Quezon..)